# Memmelshoffen
Memmelshoffen é uma comuna francesa na região administrativa de Grande Leste, no departamento Baixo Reno. Estende-se por uma área de 1,81 km². Em 2010 a comuna tinha 332 habitantes (densidade: 183,4 hab./km²).